# Bradley Lewis
Bradley Alan Lewis (ur. 9 listopada 1954 w Los Angeles) – amerykański wioślarz, złoty medalista olimpijski.

## Kariera
Wystartował na igrzyskach olimpijskich w Los Angeles w 1984, gdzie razem z Paulem Enquistem zdobył złoty medal w dwójkach podwójnych. W finale o 2,32 sekundy wyprzedzili osadę Belgii, a o 2,72 sekundy pokonali osadę Jugosławii. Był to jego jedyny start olimpijski. W 1980 znalazł się w reprezentacji USA na igrzyska olimpijskie w Moskwie, jednak ostatecznie nie wystartował, z uwagi na bojkot zawodów przez USA.
W tej samej konkurencji zajął też szóste miejsce na mistrzostwach świata w Duisburgu w 1983.
Kształcił się na Uniwersytecie Kalifornijskim w Irvine. Po zakończeniu kariery został filmowcem.